# BANBA王
BANBA王（ばんばおう）は、ブロードバンド放送GyaO内で放送されていた競馬番組である。

## 概要
ばんえい競馬の魅力と楽しさを伝えるために、GyaOで2006年4月に開始され、2007年2月1日をもって終了した。

## 出演者

### メインキャスター
サンズエンタテインメント所属の女性タレントが概ね週代わりで務め、アシスタント役も兼ねていた。
これまでに出演したタレント
- 山田まりや
- 小林恵美
- 川村ひかる
- 太田彩乃
- 井本みさお
- 大網亜矢乃
- はるな愛
- ふるけいこ
- 二宮歩美

### ナビゲーター
以下の3名のうち、1名が概ね日代わりで務めた。
- 太田裕士
- 矢野吉彦
- 長谷川宏和

### 解説者
- 定政紀宏（専門紙「競馬ブック」、前半レース）
- 小寺雄司（専門紙「ホースニュース・馬」、後半レース）

ナビゲーターと解説者は全レースで予想を紹介し、メインレース予想では小寺が展開ボードを使用して展開予想も紹介した。

## 放送場所
各競馬場内特設スタジオから放送を行っていたが、ときにはスタンドに出てレポートやインタビューを行うこともあった。

## 放送時間
開催日の10:10～17:10頃までの約7時間放送をしていた。ただしレースの開始・終了にあわせて放送時間が前後する場合があった。